# BTX

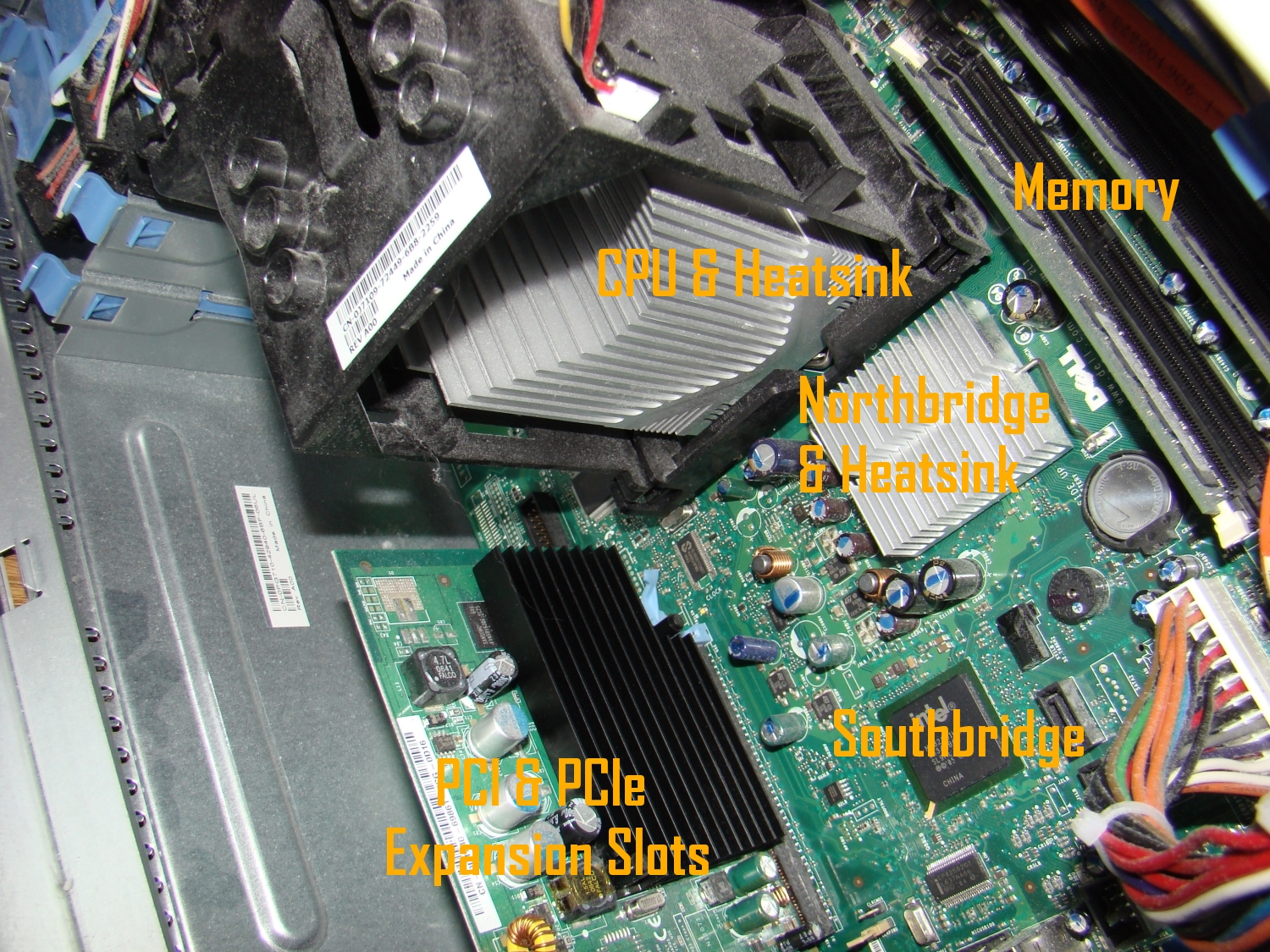
Základní deska form factoru BTX v počítači Dell Dimension E520

BTX (tj. Balanced Technology Extended) je formát základních desek, který byl vytvořen společnostní Intel na přelomu let 2004 a 2005 jako nástupce stárnoucí formy ATX. Byl zkonstruován tak, aby zmírňoval problémy vzniklé používáním novějších technologií (které často potřebovaly více energie a produkovaly více tepla) na motherboardech vyhovujících ATX specifikacím z roku 1996. Rozhodnutí Intelu znovu se zaměřit na úsporné procesory, poté co se potýkal s teplotními problémy u Pentia 4, vzneslo nějaké pochybnosti o budoucnosti tohoto form factoru. První společnost, která implementovala BTX, byla Gateway Inc., následovaná společností Dell. Systém BTX také využíval Mac Pro od společnosti Apple. Přesto byl další vývoj BTX produktů Intelem zastaven v září 2006.

## Zlepšení oproti ATX
- Nízký profil – Při trendu stálého zmenšování systému je přebudovaná základní deska se sníženou výškou přínosem zejména pro Rack systémy, případně Blade servery.
- „Tepelný design“ – Rozložení BTX zavádí přímější cestu s méně překážkami pro proudění vzduchu, což způsobuje celkově lepší chladicí schopnosti.
- Rozmístění – Standard BTX specifikuje jiné rozložení jednotlivých hardwarových prvků. Například čipy Northbridge a Southbridge jsou umístěny blízko sebe a obsluhovaných zařízení, což zkracuje zpoždění mezi jednotlivými komponentami.

## Kompatibilita s ATX produkty
Form factor BTX je převážně nekompatibilní s form factorem ATX. Jediná oblast, kde toto neplatí, jsou napájecí zdroje. Napájecí zdroje pro ATX mohou být použity s obvyklým BTX motherboardem. Jak napájecí konektor, tak proud vzduchu z ventilátoru zdroje zůstaly nezměněny.